# Peter Beighton
 (décembre 2016).
Peter H. Beighton, né le 28 juin 1934 à Blackpool dans le Lancashire (Angleterre) et mort au Cap le 14 juin 2023, est un médecin interniste et médecin généticien sud-africain d’origine britannique ayant eu une carrière universitaire à l’université du Cap. Il  est connu pour ses travaux sur le syndrome d'Ehlers-Danlos et son intérêt pour l’histoire de la génétique médicale qu’il partage avec son épouse Greta.

## Biographie
Il obtient sa qualification de médecin en 1957 au St Mary's Hospital de Londres et peu après devient membre du collège royal de médecine de Londres (MRCP-UK) et de celui et d’Édimbourg ; ses recherches dans le domaine des maladies du tissu conjonctif sont couronnées par un doctorat de l’université de Londres.
Après avoir accompli divers stages d’interne, il est médecin-officer dans un régiment de parachutistes au sein des forces des Nations Unies pendant la crise du Congo. En 1966 Beighton commence sa formation en médecine interne au St Thomas' Hospital, à Londres et en 1968 et 1969 obtient  une bourse de recherche Fulbright (Fulbright research fellowship) pour aller travailler en génétique médicale aux États-Unis, au Johns Hopkins Hospital de Baltimore sous la direction de Victor McKusick.
En 1968, il est l’auteur d’un article paru dans le British Heart Journal dans lequel il attire l’attention sur le fait que les voyages aériens créent des conditions propices à la survenue de thromboses veineuses profondes. Cependant, les compagnies aériennes négligent d’en informer leurs passagers et ce n'est qu’au début des années 1990 qu’un lien entre les vols long courrier et la thrombose veineuse est rendu public.

Il a été professeur de génétique humaine entre 1972 et 1999 au sein de la Faculté des sciences de la santé de l'Université du Cap. Son travail se concentrait sur la génétique médicale et le développement de techniques cytogénétiques, biochimiques et moléculaires.
Peter Beighton et son épouse Greta Beighton partagent le même intérêt pour l’histoire de la génétique médicale et ils ont publié ensemble deux ouvrages de courtes biographies de personnalités éponymes de maladies génétiques. Peter and Greta ont aussi été plusieurs fois champions d’Afrique du Sud de course d’orientation.

## Éponymie
- Beighton a donné son nom aux 5 critères d’hypermobilité articulaire permettant d’établir le diagnostic de syndrome d’Ehlers-Danslos de type 3[3],

## Œuvres
- (en) The Man Behind the Syndrome. By Peter Beighton & Greta Beighton. Springer Verlag (1986)  (ISBN 0-387-16218-6)
- (en) The Person Behind the Syndrome. By Peter Beighton & Greta Beighton. Springer-Verlag; (June 1997)  (ISBN 3-540-76044-X)